# William Domett
Sir William Domett (1752 – 19. května 1828) byl britský admirál. Od mládí sloužil v Royal Navy, zúčastnil se válek v koloniích, později se vyznamenal ve válkách s Francií. Během napoleonských válek vynikl spoluprací s admirálem Nelsonem. V roce 1804 ze zdravotních důvodů rezignoval na aktivní službu na moři, později zastával funkci prvního námořního lorda (1812–1813). V roce 1815 byl povýšen do šlechtického stavu a v roce 1819 dosáhl hodnosti admirála.

## Životopis

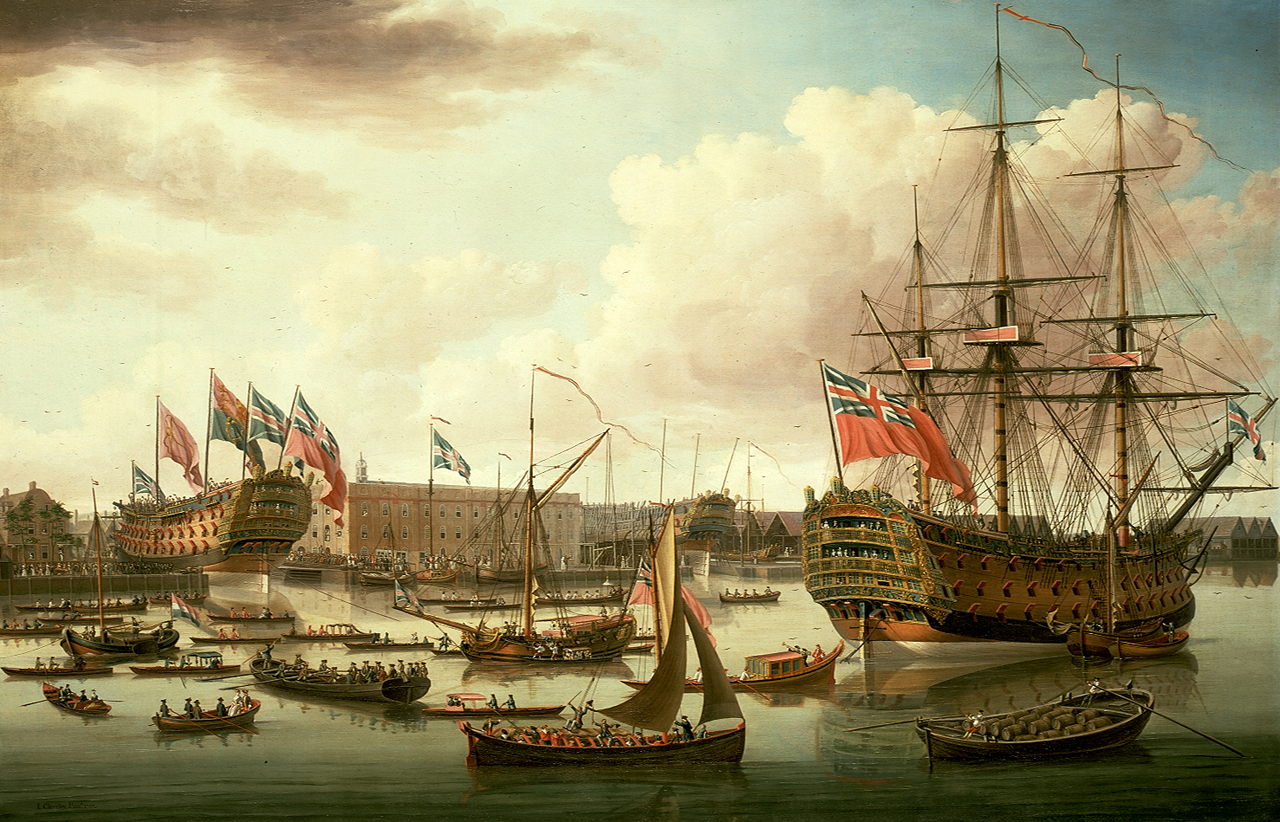
Křižník HMS Royal George, vlajková loď kapitána Dometta v letech 1793–1800

Narodil se pravděpodobně v Devonu, ale o jeho dětství a mládí nejsou žádné informace, poprvé je zmiňován v roce 1769 kdy vstoupil do Royal Navy. Svou kariéru zahájil pod patronátem admirála Alexandera Hooda a prvních pět let strávil ve Středozemním moři (1769–1774). Poté byl převelen ke břehům Severní Ameriky, kde se zúčastnil obléhání Québecu. Poté bojoval v několika bitvách ve válce proti USA a v roce 1777 byl povýšen na poručíka. Po návratu do Evropy se zúčastnil bitvy u Ushantu (1778), poté znovu v Severní Americe bojoval v bitvě u Chesapeake (1781). Stal se pobočníkem admirála Samuela Hooda a jako velitel lodi HMS Barfleur zajal čtyři nepřátelské lodě. Během roku 1782 dosáhl v rychlém sledu hodností komandéra a kapitána a zúčastnil se závěrečné fáze obléhání Gibraltaru. Po pařížském míru (1783) byl několik let mimo aktivní službu s polovičním platem.[zdroj?]
Znovu byl povolán na začátku válek proti revoluční Francii a sloužil v Lamanšském průlivu. Zúčastnil se bitvy Slavného 1. června (1794) a bitvy u Groix (1795), mezitím znovu sloužil pod admirálem Alexandrem Hoodem. V Lamanšském průlivu setrval i na počátku napoleonských válek. Svým návrhem přispěl k změně Parkerových plánů bitvy u Kodaně (1801), která se pak stala jedním z triumfů admirála Nelsona. Po roce 1802 sloužil u břehů Irska a v roce 1804 dosáhl hodnosti kontradmirála. Další aktivní službu na moři odmítl kvůli zhoršujícímu se zdravotnímu stavu a pobýval převážně v Londýně, kde působil ve správě Royal Navy. V letech 1808–1812 byl jedním z lordů admirality a nakonec v letech 1812–1813 prvním námořním lordem. Mezitím byl povýšen na viceadmirála (1809) a v letech 1813–1815 zastával funkci velitele v přístavu Plymouth, poté ale opět kvůli špatnému zdraví službu definitivně opustil. Jako nositel rytířského kříže Řádu lázně byl v roce 1815 povýšen do šlechtického stavu s titulem Sir. V roce 1819 dosáhl hodnosti admirála. Závěr života strávil na svém statku v Devonu.